# Bitka za Gvinejo
Bitka za Gvinejo je potekala v Gvinejskem zalivu v zahodni Afriki leta 1478 med portugalsko floto in kastiljsko floto v okviru vojne za kastiljsko nasledstvo.
Izid bitke pri Gvineji je bil odločilen za Portugalsko, ki je nadaljevala svojo prevlado nad Atlantskim oceanom in dosegla zelo ugodno delitev Atlantika in ozemelj, ki so bila sporna s Kastilijo v miru v Alcáçovasu (1479). Vsi z izjemo Kanarskih otokov so ostali pod portugalskim nadzorom: Gvineja, Zelenortski otoki, Madeira, Azori in ekskluzivna pravica osvojitve kraljestva Fez. Portugalska je pridobila tudi ekskluzivne pravice nad zemljišči, ki so bila odkrita ali naj bi bila odkrita južno od Kanarskih otokov.

## Ozadje
Leta 1478 je portugalski princ Janez, ki ga je njegov oče, portugalski kralj Afonso V. od leta 1474 zadolžil za upravljanje portugalske pomorske širitve, prejel novico, da sta  Izabela I. Kastiljska in Ferdinand Aragonski  veliko kastiljsko floto do petintrideset ladij, ki ji je poveljeval Pedro de Covides poslala iz Seville v Mino, ki si jo je lastila Portugalska, v regiji Gvinejskega zaliva, da bi napadla tamkajšnje Portugalce in trgovala s tamkajšnjimi  domorodci. Takoj je pripravil in organiziral floto enajstih ladij s ciljem prestreči kastiljsko odpravo, poveljstvo nad floto pa je prepustil Jorgeju Correii in Mem Palhi, dvema svojima vitezoma.

## Portugalski prihod in bitka
Ko je portugalska flota enajstih ladij prispela v Gvinejski zaliv, so bili Kastiljci že približno dva meseca na tem območju in so trgovali z Afričani. V zameno za zlato so trgovali s poceni blagom, kot so školjke, stara oblačila, medeninaste zapestnice in drugi predmeti.  
Kastiljska flota je bila zasidrana v pristanišču blizu Mine, ko je portugalska flota zgodaj zjutraj začela napad. Kastiljci so bili presenečeni in na koncu so bili hitro in popolnoma poraženi, prisiljeni so bili se predati Portugalcem, ki so brez večje škode zajeli celotno kastiljsko floto skupaj z velikim tovorom zlata. 

## Posledice
Zajeto floto so nato odpeljali v Lizbono. Velika količina zlata, ki so ga zajeli Portugalci, je zadostovala za financiranje vojaškega pohoda kralja Afonsa v Kastilijo.
Ob koncu vojne so Portugalci zamenjali kastiljske ujetnike iz zajete flote za portugalske ujetnike, ujete v bitki pri Toru.
Naslednje leto je bila podpisana pogodba iz Alcáçovasa med Portugalsko in Kastilijo, kjer se je portugalski kralj Afonso V. odpovedal svoji zahtevi po kastiljskem prestolu, s čimer je priznal katoliške monarhe kot suverene Kastilije in opustil svoje zahteve po Kanarskih otokih, medtem ko je kraljica Izabela I. Kastiljska priznala portugalsko hegemonijo v Atlantskem oceanu in potrdila portugalsko suverenost nad Madeiro, Azori, Zelenortskimi otoki in:
"... deželami, ki so bile odkrite in bodo odkrite, ki so najdene in bodo najdene ... in vsi otoki, ki so že odkriti in bodo odkriti, in kateri koli drug otok, ki bi ga lahko našli in osvojili od Kanarskih otokov naprej proti Gvineji ... "